# Acrocercops selmatica
Acrocercops selmatica är en fjärilsart som beskrevs av Edward Meyrick 1918. Acrocercops selmatica ingår i släktet Acrocercops och familjen styltmalar. Inga underarter finns listade i Catalogue of Life.